# Феликс (арифмометр)

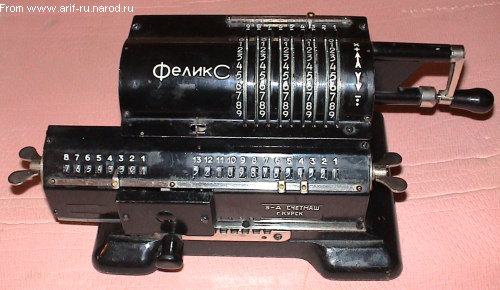
Арифмометр Феликс производства завода «Счётмаш»

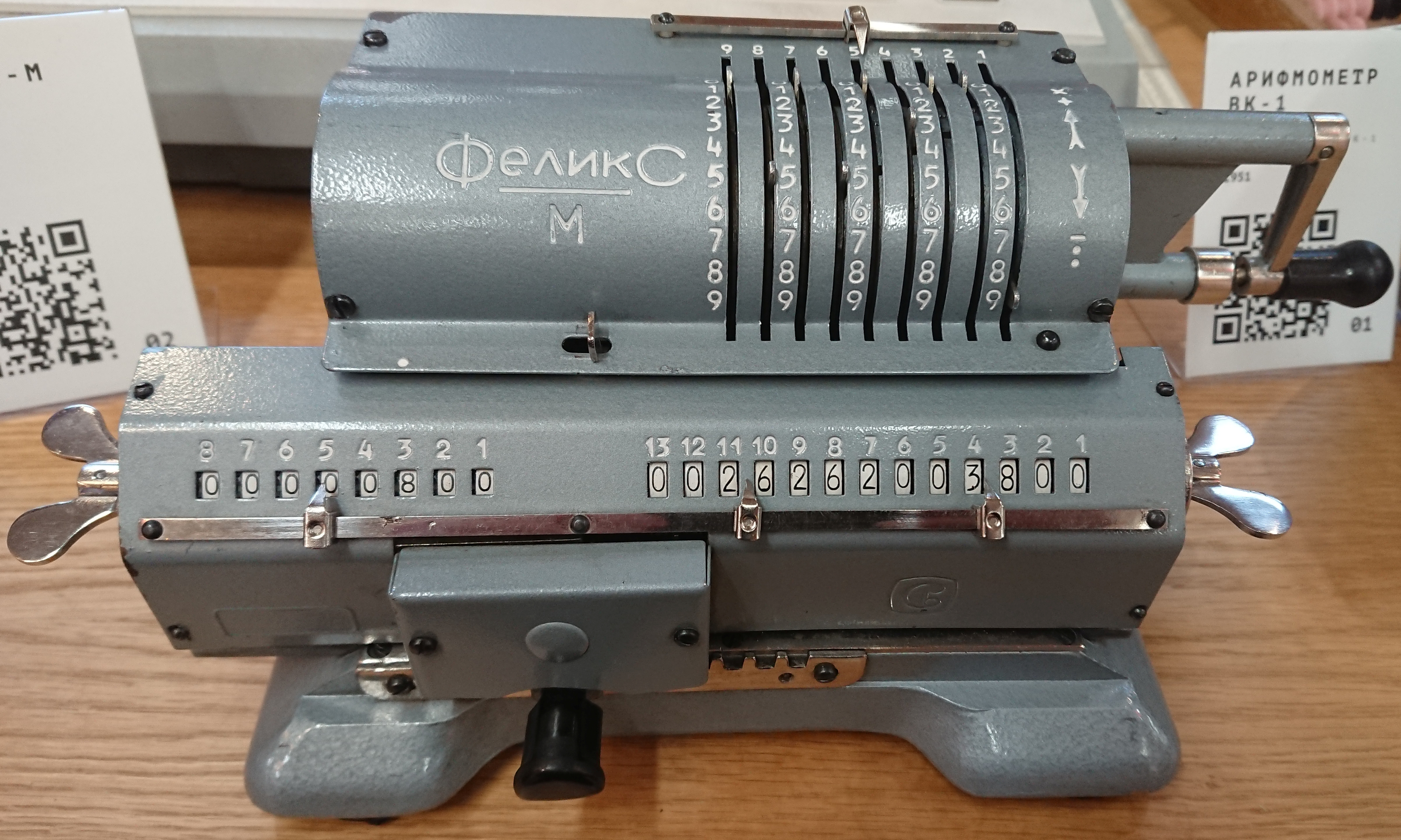
Феликс М

«Феликс» — самый распространённый в СССР арифмометр. Назван в честь Феликса Дзержинского. Выпускался с 1929 по 1978 годы общим тиражом несколько миллионов машин. Всего было создано более двух десятков модификаций арифмометра. Основными производителями являлись заводы счётных машин в Курске («Счётмаш»), в Пензе (Пензенский завод вычислительной техники) и в Москве (Завод счётно-аналитических машин имени В. Д. Калмыкова (САМ)).

## История
До 1956 года «Феликс» стоил примерно 110 рублей, после деноминации — 11-15 рублей. Устройство машины было изменено в сторону максимального удешевления, и хотя качество изготовления было невысоким, простота механизма сильно снижала риск поломки. В 1970-е годы арифмометр стоил 13 рублей.

## Особенности устройства

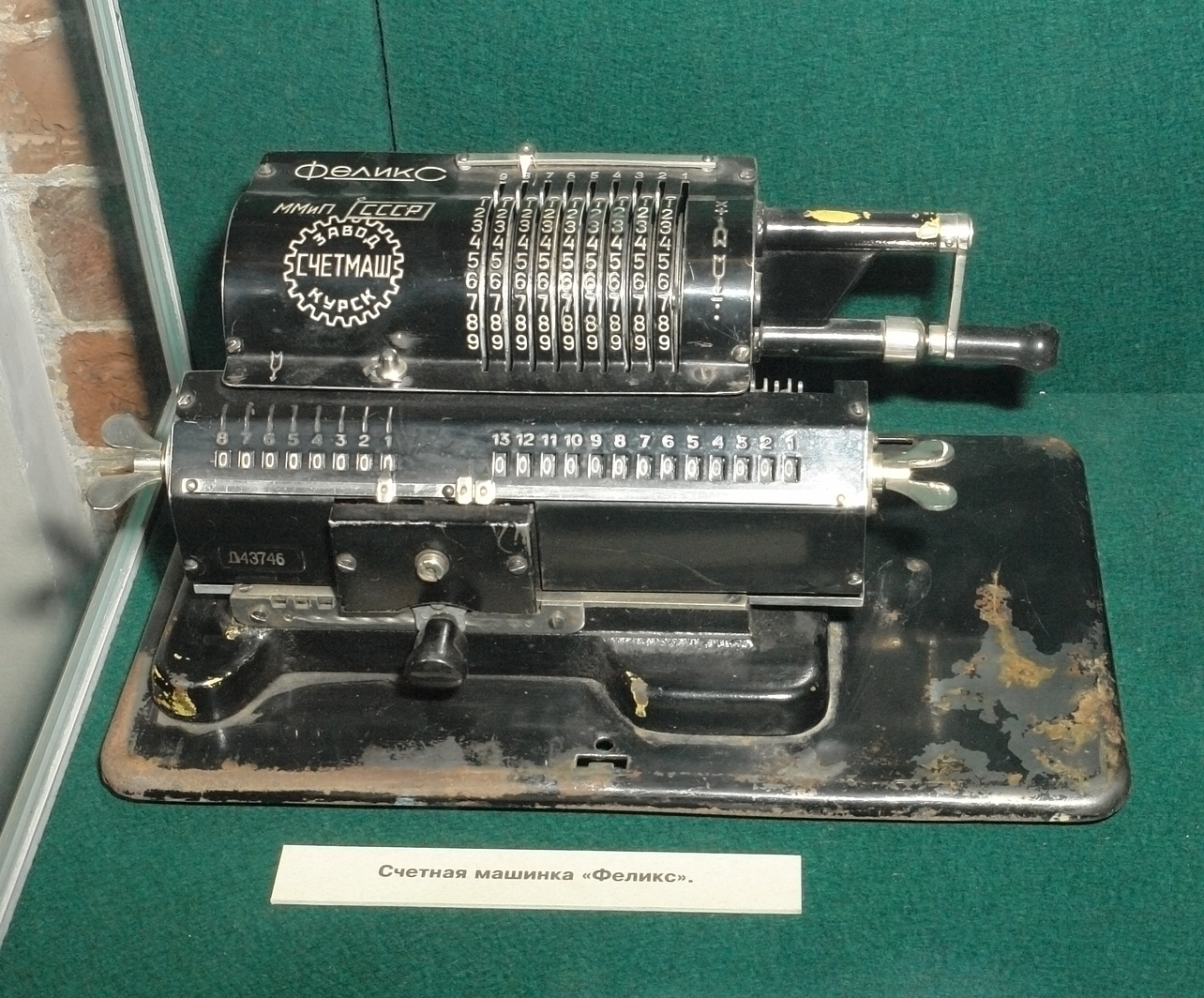
Общий вид арифмометра «Феликс»

Эта счётная машина является модификацией рычажного арифмометра Однера. Она позволяет работать с операндами длиной до 9 знаков и получать ответ длиной до 13 знаков (до 8 для частного от деления).
Арифмометр «Феликс» состоит из неподвижной коробки с прорезями, в которых перемещением 9 рычажков устанавливается данное число, и подвижной каретки со счётчиком оборотов с 8 окнами в левой части и результатным счётчиком с 13 окнами справа. На левом и правом торцах каретки расположено по одному барашку, вращением которых от себя до щелчка производится обнуление, соответственно, счётчика оборотов и результатного счётчика. Справа от неподвижной коробки расположена рукоятка, при вращении которой производятся арифметические действия. При повороте рукоятки на один оборот, в зависимости от положения каретки, число в том или ином окне счётчика оборотов увеличивается на единицу.
Под окнами счётчиков расположена планка с подвижными металлическими стрелками, посредством которых отмечается положение запятой в числах на счётчиках. Стрелки введены для удобства оператора и не влияют на алгоритм работы механики. При переполнении счётчика или получении отрицательного числа срабатывает встроенный в арифмометр звонок. Это означает, что нужно отменить предыдущую операцию, провернув рукоятку на один оборот в обратном направлении, и считать результат в окнах счётчиков.
Для выполнения вычислений требуется оттянуть расположенную справа рукоятку и повернуть её в направлении, указанном на корпусе прибора для соответствующей операции.
При сложении и вычитании достаточно выполнить два последовательных оборота ручки. Первый требуется для занесения в счётчик первого слагаемого или уменьшаемого, набранного на рычажках. Затем нужно набрать рычажками второе число и повернуть ручку в направлении, требуемом для выполнения суммирования или вычитания.
Для умножения данного числа, к примеру, на двузначный множитель, нужно установить рычажками данное число, прокрутить рукоятку в направлении суммирования на столько оборотов, сколько единиц во множителе, а потом передвинуть каретку на один интервал вправо и прокрутить рукоятку на столько оборотов, сколько десятков во множителе. Результат умножения появляется в окнах результатного счётчика. На счётчике оборотов при правильном выполнении процедуры отображается множитель.
В руководствах для пользователей прибора также подробно описаны приёмы выполнения операции деления, содержатся рекомендации по сокращению числа поворотов ручки прибора.
Вес устройства составляет 3,5 кг.